# サンガレディ
サンガレディ(Sangarédi)はギニアのボーキサイト鉱山の町及び西部の準県の名称。2014年の人口は約7.7万人。サンガレディで産出された鉱石は、ボケ鉄道によって州都ボケ市を通って積出港であるカムサルまで運ばれ、海外へと輸出される。
2010年4月、鉱山の拡大と精錬所の建設が提案された。 

## 交通
サンガレディ空港が所在する。